# R-32

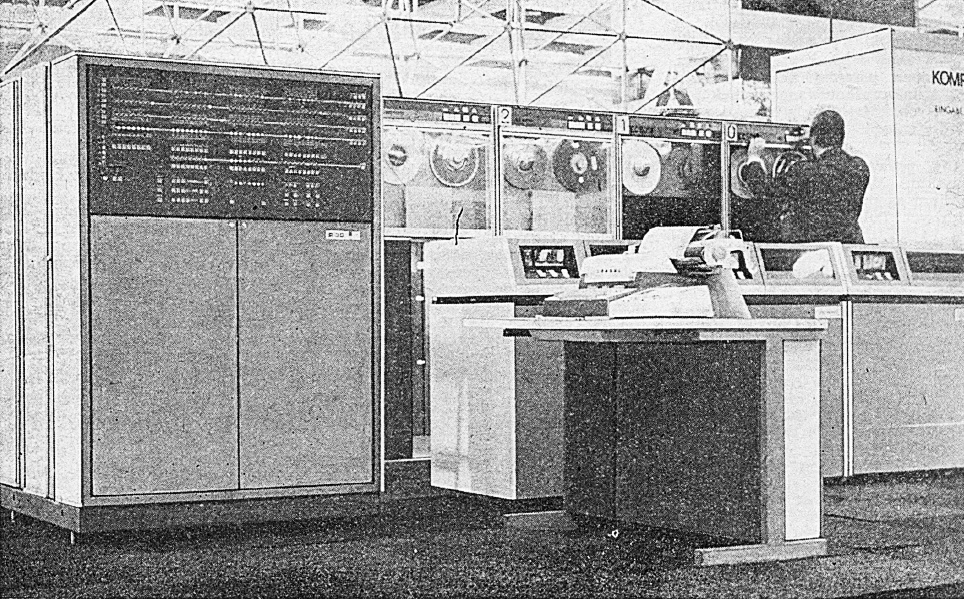

R-32 (EC 1032, początkowa nazwa R-30) – polski komputer z rodziny RIAD, programowo zgodnych z rodziną IBM 360, produkowany seryjnie w zakładach elektronicznych Elwro od 1975 r. (seria prototypowa w 1974 r.).

## Geneza

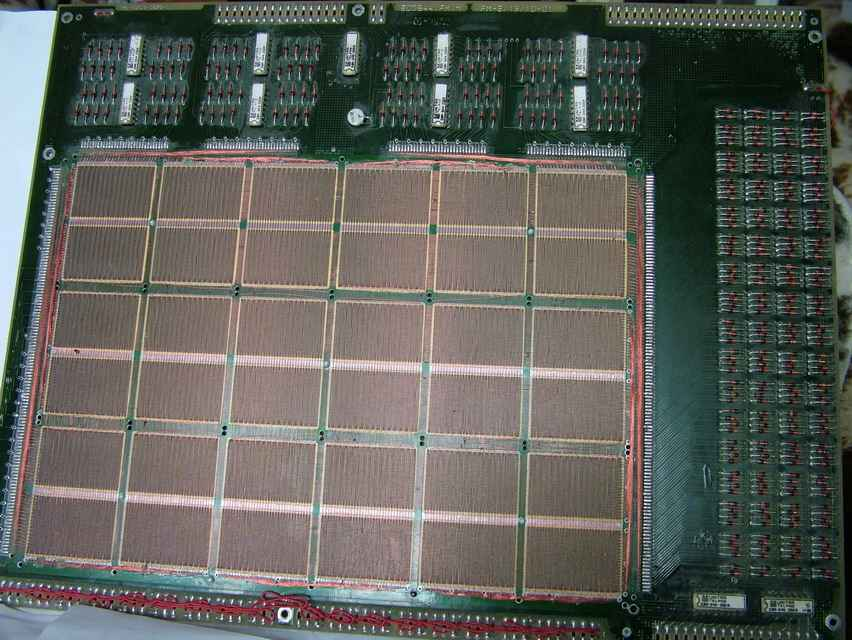
Płyta hybrydowej pamięci ferrytowej FJP, stosowana w komputerze R-32

W latach 70. XX wieku państwa Układu Warszawskiego rozpoczęły produkcję systemów komputerowych wykorzystujących architekturę logiczną i system operacyjny IBM 360. Projekt nazwano z rosyjskiego JS (jednolity system) EMC (elektronicznych maszyn cyfrowych). W Polsce był też stosowany skrót RIAD.
Produkcja procesorów i urządzeń we/wy została podzielona między sojusznikami. Polsce przypadły: procesory R-32 (później R-34 klon IBM 3031), teleprocesory PTD (kopia IBM 3705), systemy terminali Mera 7904/5 (kopia  szwedzkiego STANSABA kompatybilnego z IBM 3270), drukarki DW3 ze złączem IBB i pamięci taśmowe PT-3, PT-5.
Komputer R-32 był oryginalną polską konstrukcją bazującą na architekturze logicznej komputera IBM 360 model 50. Zbudowany przez polskich inżynierów w technologii TTL charakteryzował się wyjątkowo małymi jak na tamte czasy rozmiarami. W porównaniu z oryginalnym IBM 360/50 był prawie czterokrotnie mniejszy.
Prędkość pracy, w zależności od egzemplarza, od 200 do 240 tys. operacji na sekundę. Ferrytowa pamięć operacyjna występowała w czterech rozmiarach dostępnych u producenta: 256 kB, 512 kB, 768 kB lub 1MB.
Większość maszyn, które opuściły Elwro, miały podstawową pamięć 256 kilobajtów. Później, już poza ELWRO, kilka niezależnych firm rozpoczęło produkcję pamięci półprzewodnikowych do R-32. Najbardziej rozbudowany pracujący egzemplarz miał pamięć 8 MB.
Komputer wyposażony był w cztery kanały (jeden byte muliplexer i 3 kanały selektorowe). Typowo do komputera podłączane były napędy dysków wymiennych produkcji bułgarskiej (o małej niezawodności) o pojemności jednego pakietu 30 MB. Maksymalnie do komputera można było podłączyć 768 takich napędów, ale takiej konfiguracji nie zbudowano. Po specjalnej przeróbce (oryginalne kanały były za wolne) możliwe było podłączenie dysków 100 MB.
Ostatni egzemplarz komputera R-32 był eksploatowany jeszcze w XXI wieku w jednej z fabryk w Polsce.
Upadek bloku socjalistycznego nie spowodował automatycznie upadku systemu RIAD.

## Nazewnictwo
Mimo że były to całkiem różne komputery to do wystawy sprzętu Jednolitego Systemu EMC w Moskwie w 1973 r. wersje polskie i radzieckie (Erewańskie) nosiły wspólną nazwę R-30. Na wystawie otrzymały przydomki „polski” i „radziecki”. 
Po wystawie wersje rozwojowe budowane w Polsce nazwano R-32, a w ZSRR R-33. Nazwa R-30 została zarezerwowana dla pierwszej wersji. W Polsce prace nad pierwszą wersją zarzucono.

## Dane
Podstawowe dane techniczne
- typ:
  - seria: RIAD
  - mikroprogramowany komputer III generacji zbudowany na układach scalonych TTL
  - słowo maszynowe o długości 32 bitów
  - pełna zgodność funkcjonalna i programowa z systemami komputerów serii IBM 360
- zegar procesora i mikroprogramu: 300 ns
  - czas wykonania rozkazów:
    - dodawanie stałoprzecinkowe: 2,4 µs
    - mnożenie stałoprzecinkowe: 16,4 µs
    - dzielenie stałoprzecinkowe: 17,3 µs
    - dodawanie zmiennooprzecinkowe: 4,1 µs
    - mnożenie zmiennooprzecinkowe: 12,9 µs
    - dzielenie zmiennooprzecinkowe: 13,2 µs
- pamięć operacyjna: ferrytowa o pojemności: od 128 kB do 1 MB, słowie 32-bitowym i cyklu dostępu 1,2 μs; albo półprzewodnikowa
- pamięć stała mikroprogramu: pamięć transformatorowa; 2816 słów 86-bitowych
- pamięć masowa:
  - pamięć taśmowa PT-3 albo PT-3M
  - pamięć dyskowa.

## Produkcja

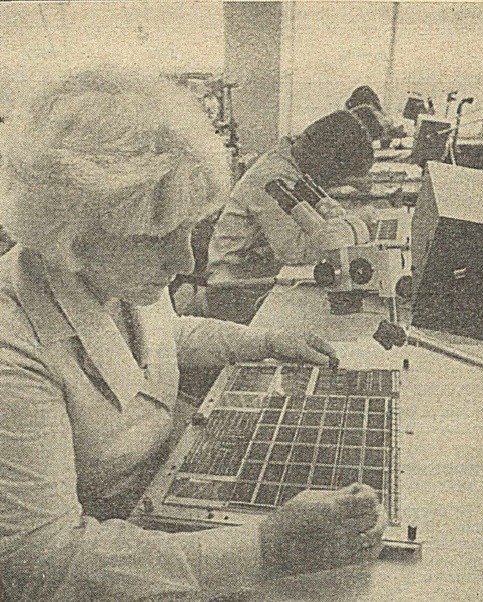
Szycie pamięci ferrytowej

Produkcja:
- 1973 r. -  6 szt.
- 1974 r. -  8 szt.
- 1975 r. - 10 szt.
- 1976 r. - 21 szt.
- 1977 r. - 28 szt.
- 1978 r. - 21 szt.
- 1979 r. - 22 szt.
- 1980 r. - 18 szt.
- 1981 r. -  5 szt.
- 1982 r. -  6 szt.
- 1983 r. -  8 szt.